# Glycinát hořečnatý
Glycinát hořečnatý je hořečnatá sůl aminokyseliny glycinu, používaná jako doplněk stravy. Obsahuje 141 mg hořčíku na 1000 mg.
Tato látka se často používá ve směsi s oxidem hořečnatým, je ale dostupná i v čisté podobě.